# Lamprosema occidentalis
Lamprosema occidentalis là một loài bướm đêm trong họ Crambidae.